# Midodrina
La midodrina es un medicamento que se usa para la presión arterial baja al estar de pie y que produce síntomas importantes.   Evidencia de su beneficio; sin embargo, estaba pendiente a partir de 2015.  Además se toma por vía oral. 
Los efectos secundarios comunes incluyen entumecimiento, picazón, retención urinaria y presión arterial alta;  otros efectos secundarios pueden incluir frecuencia cardíaca lenta .  No debe usarse en personas con aneurisma aórtico, insuficiencia cardíaca o ataque cardíaco previo.  El uso de este medicamento durante el embarazo puede dañar al feto. 
La midodrina fue aprobada para uso médico en los Estados Unidos en 1996.  Está disponible como medicamento genérico .  En el Reino Unido, 100 comprimidos de 5 mg le cuestan al NHS 75 libras esterlinas  a partir de 2021.  En Estados Unidos esta cantidad cuesta unos 44 dólares. 